# Árpád Szendy

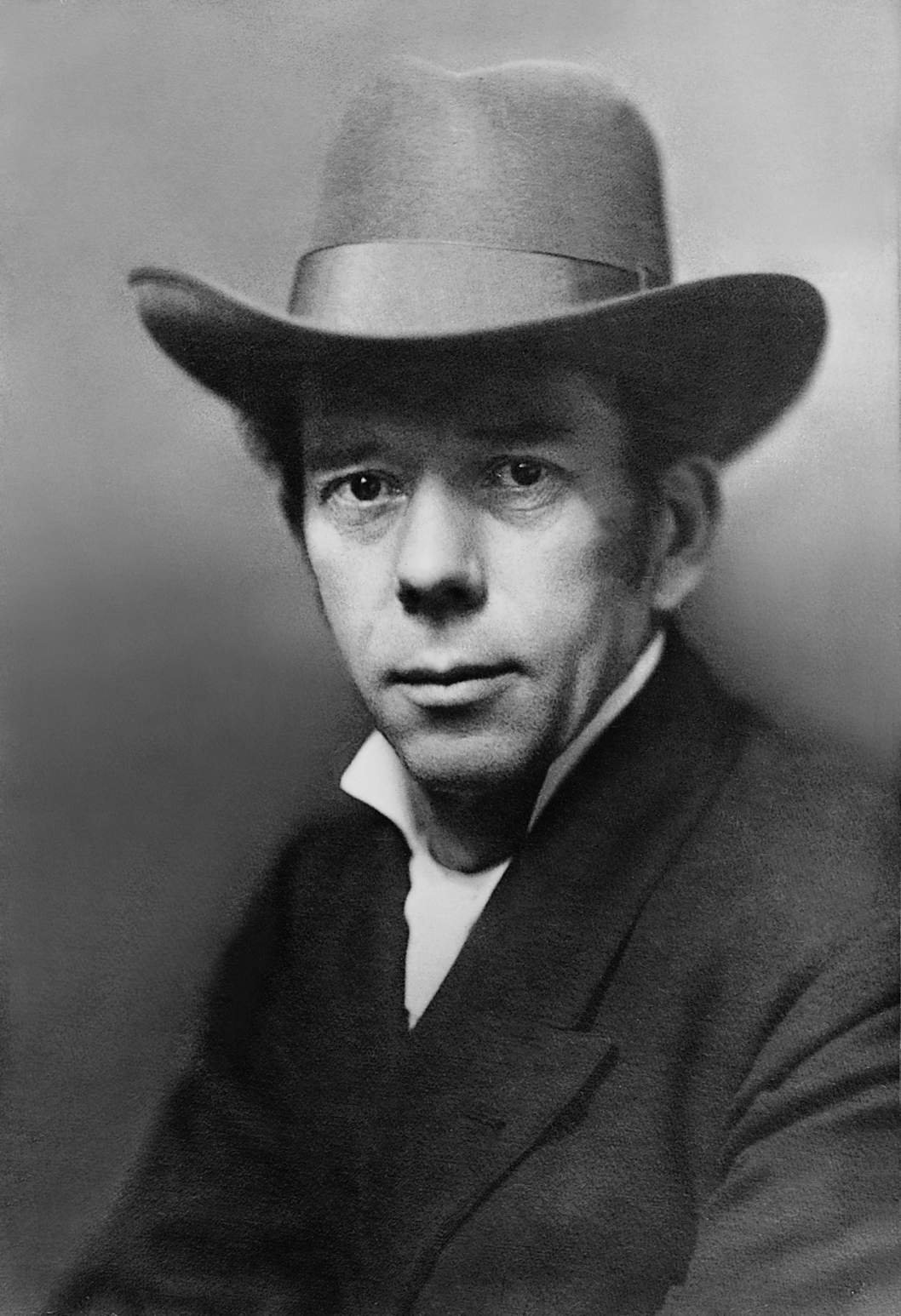
Árpád Szendy (um 1900)

Árpád Szendy [ˈaːrpaːd ˈsɛndi] (* 11. August 1863 in Szarvas; † 10. September 1922 in Budapest) war ein ungarischer Pianist, Komponist und Musikpädagoge.
Szendy (der Familienname war ursprünglich Golnhofer) war als Sohn eines Gymnasiallehrers unter anderem Schüler von Henri Gobbi, Franz Liszt und Hans Koessler an der Musikakademie Budapest. Ab 1888 wirkte er dort als Klavierlehrer und war von 1890 bis 1911 als ordentlicher Professor tätig. Nach dem Sturz der Ungarischen Räterepublik wurde er Anfang 1920 zum Direktor des Nationalen Konservatorium ernannt, trat aber bereits ein Jahr später aus gesundheitlichen Gründen von diesem Amt zurück.
Er komponierte zwei Orchesterstücke, ein Klavierkonzert, eine Konzertfantasie für Klavier und Orchester, die Oper "Maria", zwei Streichquartette, Klavierstücke und Lieder.  Seine Ausgabe von Czernys "Schule der Geläufigkeit" wurde Teil der pädagogischen Standardliteratur in Ungarn.